# Marissa
Marissa Grasdijk (Kampen, Overijssel 19 de noviembre de 1993) es una cantante holandesa. Ella es conocida por haber participado en el Festival de la Canción de Eurovisión Junior y el programa holandés The winner is ....
Marissa comenzó a cantar desde que tenía dos años con su hermana mayor Danita. Debido a que esta había sobrepasado el límite de edad para la selección nacional holandesa del Festival de la Canción de Eurovisión Junior solamente se inscribió Marissa. Ganó la final nacional el 4 de octubre de 2008 con su canción 1 dag (1 día) y representó a los Países Bajos en el Festival de la Canción de Eurovisión Junior 2008, el 22 de noviembre de 2008 en la ciudad chipriota de Limassol. Allí quedó decimotercera y última en el concurso.
En la primavera de 2012, las dos hermanas juntas participaron en The winner is ... emitido en SBS 6, fueron eliminadas en la cuarta ronda.